# Asociación Cultural Lucerna

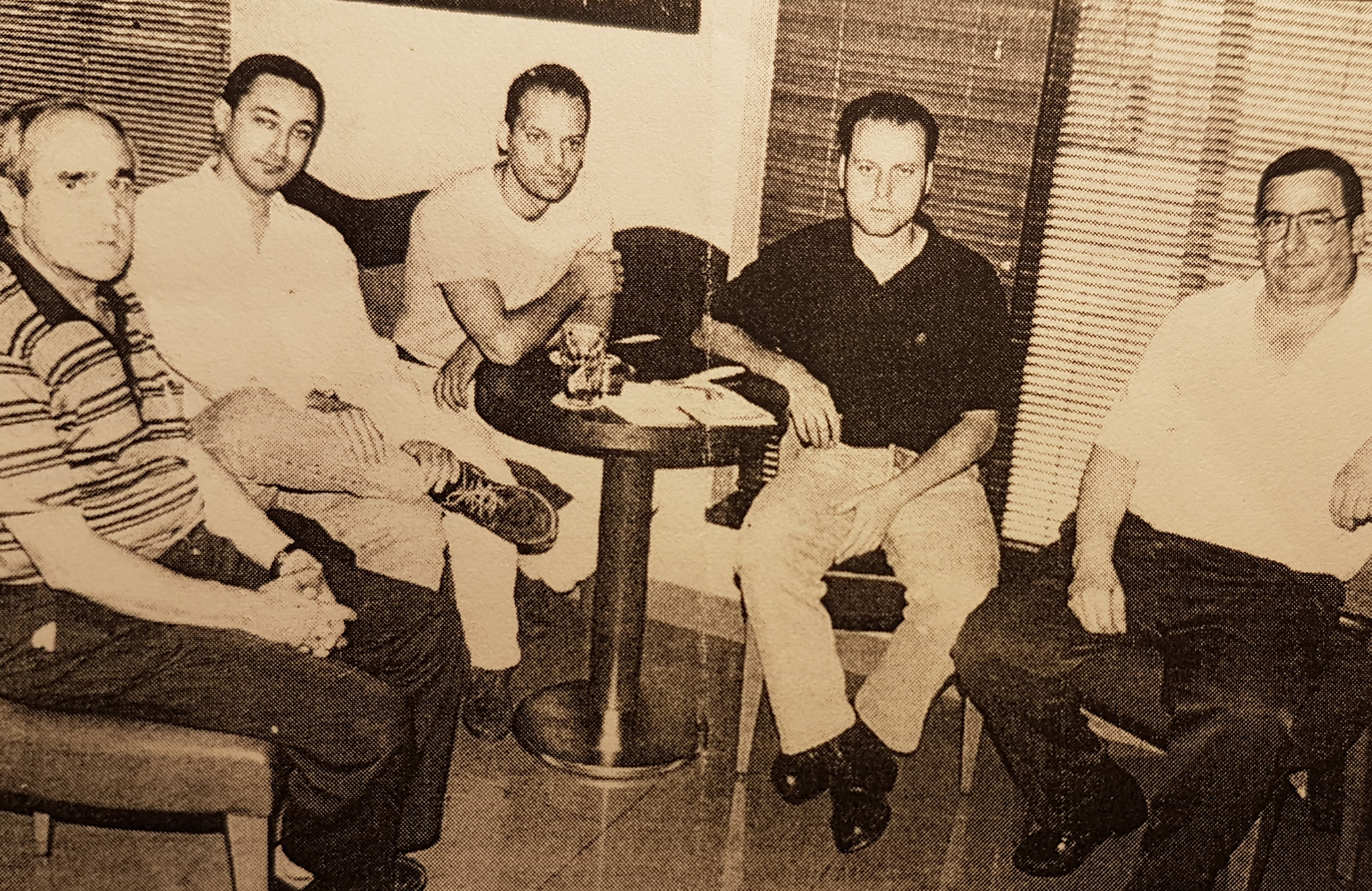
Miembros del grupo Lucerna en el café Aureto (1998). De izquierda a derecha: Carlos Martín Miñambres, Juan Luis Calbarro, Julio Marinas, José Gregorio Ojínaga y Máximo Hernández.

Lucerna fue una asociación cultural fundada en Zamora en el año 1995 con el fin de estudiar, promover y difundir la poesía en aquella ciudad castellano-leonesa por medio de la organización de eventos poéticos y la edición de poesía a pequeña escala. 
Integrada por los poetas Máximo Hernández, Julio Marinas, Juan Luis Calbarro, José Gregorio Ojínaga y Carlos Martín Miñambres, Lucerna comenzó su actividad en 1995. Anteriormente, Hernández y Ojínaga habían coordinado el Aula de Poesía de la llamada Escuela de Sabiduría Popular fundada en el antiguo Cuartel Viriato de la capital y habían colaborado en el lanzamiento del proyecto Ediciones Marginales; Calbarro y Marinas habían compartido recientemente el comienzo de su andadura literaria con un volumen de poemas en común; y Martín Miñambres dirigía una revista y un grupo de poesía asociados a la Escuela de Adultos, Almena. Todos ellos participaban habitualmente en diversas actividades en torno a la poesía dentro y fuera de Zamora, y finalmente decidieron comenzar un proyecto juntos, con el fin de "difundir en Zamora la mejor poesía del momento". Sus primeras tertulias semanales tuvieron lugar en diciembre de 1995 en la cafetería Aureto, que convirtieron en su sede oficiosa. Pronto establecieron relaciones habituales con colectivos y publicaciones como Factorum (Vitoria), Brujazul (Salamanca), El Sornabique (Béjar), La Ortiga (Santander), Astrolabio (Palencia), Prima Littera (Rivas-Vaciamadrid), Papel Literario (Málaga) o Revista Atlántica de Poesía (Cádiz).
Con el apoyo de hasta 170 suscriptores y el patrocinio de empresas como Aureto y Caja Duero, Lucerna publicó dos colecciones de cuadernos de poesía, incluyendo algunos de los más prestigiosos nombres de la poesía actual, y organizó varios ciclos de recitales y jornadas. Tras más de seis años de actividad ininterrumpida, en la primavera de 2002 el grupo cesó en su actividad debido a la dispersión geográfica de algunos de sus componentes. Unos años más tarde surgiría en Zamora un nuevo grupo, Magua Sociedad Literaria, con Máximo Hernández como vínculo de continuidad, que continuaría la labor empezada por Lucerna. El grupo se ha convertido en un referente en la literatura y en la vida cultural zamoranas.

## Publicaciones
Lucerna publicó entre 1996 y 2001 dos colecciones de plaquettes con textos inéditos de algunos de los principales poetas del momento. La serie de trípticos El carro del Sol constó de las siguientes entregas:
- 1. Julián Alonso, Cuando soy el otro, ilustraciones de Alberto Martínez, marzo de 1996.
- 2. Tomás Sánchez Santiago, Marcas de la casa, ilustraciones de Benjamín de Pedro, agosto de 1996.
- 3. Luis Felipe Comendador, Palabras para Cintia, ilustraciones del autor, noviembre de 1996.
- 4. José Luis Puerto, Señales (cuatro poemas), enero de 1997.
- 5. Eduardo Moga, Detrás de mis ojos, ilustraciones de Paco Colino, febrero de 1997.
- 6. José Luis Morante, Signos convencionales, ilustraciones de Abraham Gragera, mayo de 1997.
- 7. Estrella Sánchez Marcos, Las ciudades, las ciudades, ilustraciones de Miguel Ángel Sánchez, julio de 1997.
- 8. José María Muñoz Quirós, Al final de la noche, ilustraciones de Patxi Acevedo, agosto de 1997.
- 9. Ramón García Mateos, De los álamos el viento, ilustraciones de Marcos Miguélez, octubre de 1997.
- 10. Ada Salas, Poemas, ilustraciones de José Luis Coomonte, enero de 1998.

En 1997 apareció, con el patrocinio de la cafetería Aureto, la colección de cuadernos La Borrachería, de nombre inspirado en un verso del poema "Con media azumbre de vino", de Claudio Rodríguez. Su principal hito fue probablemente la publicación de cuatro poemas inéditos de Juan Ramón Jiménez, cedidos por los herederos del poeta de Moguer. Los títulos publicados, todos inéditos, fueron los siguientes:

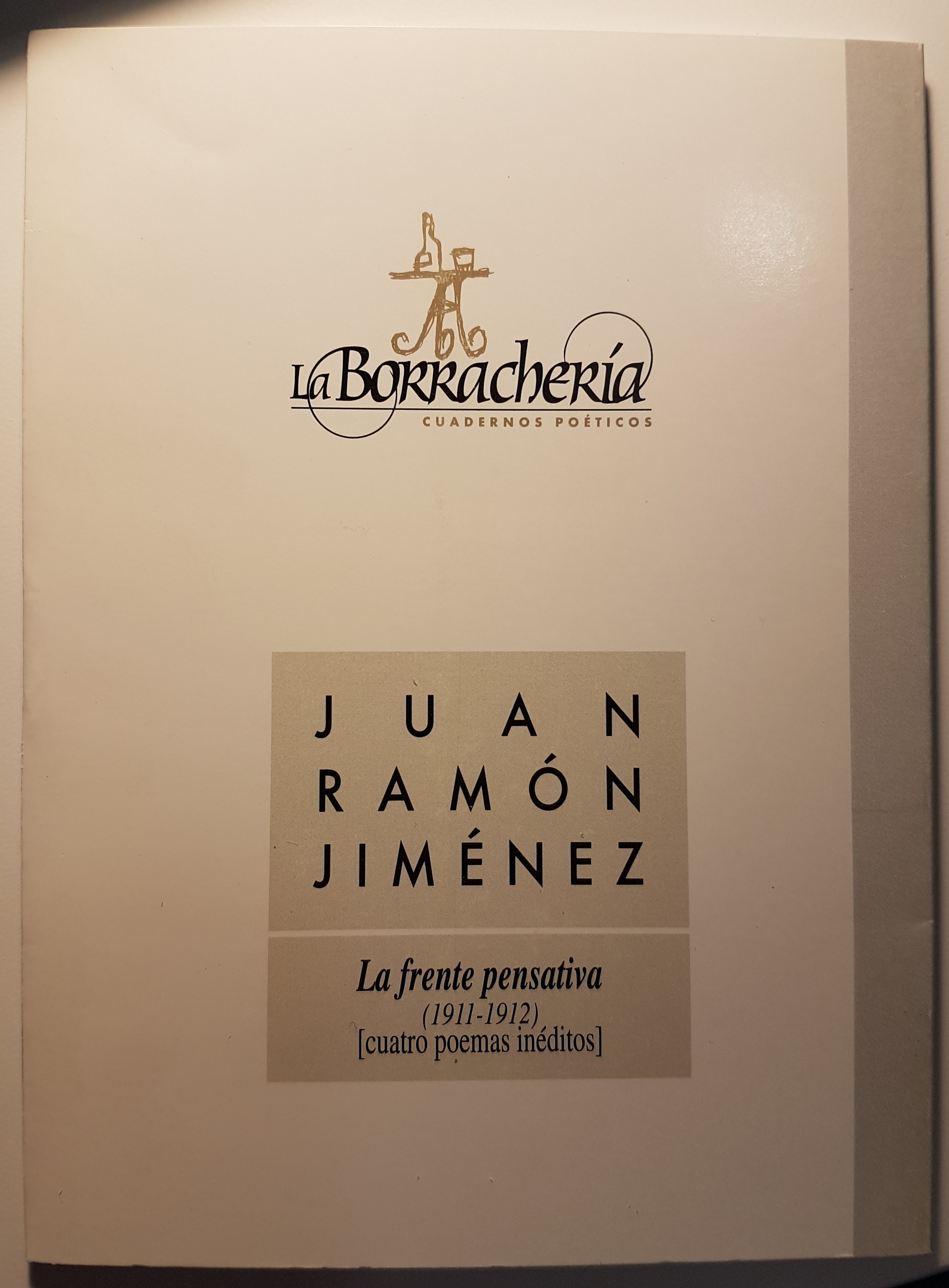
Cuaderno de poemas La frente pensativa, de Juan Ramón Jiménez, en la colección La Borrachería de Lucerna (2001).

- 1. Agustín García Calvo, Cinco inéditos, nota previa de Aurelio [Couso], 1997.
- 2. Luis Javier Moreno, Poemas, nota previa de Ignacio Sanz, 1997.
- 3. Eduardo Moga, Diez sonetos, nota previa de Juan Luis Calbarro, 1997.
- 4. Jesús Hilario Tundidor, El ojo de la lluvia, nota previa de Ángel García López, 1998.[10]
- 5. José Luis Puerto, De la intemperie, nota previa de Tomás Sánchez Santiago, 1998.
- 6. Tomás Sánchez Santiago, El sigilo, nota previa de Máximo Hernández, 1999.
- 7. María Sanz, Marrones, nota previa de José Antonio Ramírez Lozano, 1999.
- 8. María Ángeles Pérez López, El ángel de la ira, nota previa de Estrella Sánchez Marcos, 1999.
- 9. Olvido García Valdés, Si un cuervo trajera, nota previa de Amelia Gamoneda, 2000.
- 10. Juan Manuel Rodríguez Tobal, Grillos, nota previa de Tomás Sánchez Santiago, 2000.[11][12]
- 11. Juan Carlos Mestre, Las estrellas para quien las trabaja, nota previa de Luis Javier Moreno, 2000.
- 12. Juan Ramón Jiménez, La frente pensativa (1911-1912) [cuatro poemas inéditos], prólogo de José Luis Puerto, 2001.
- 13. Juan Antonio González Iglesias, Vayamos hacia el Norte, aunque sea dando la vuelta por el Sur, nota previa de María Ángeles Pérez López, 2001.
- 14. Antonio Carvajal, Madrigales y endechas, nota previa de Jesús Munárriz, 2001.
- 15. Miguel Casado, El aire, nota previa de Ildefonso Rodríguez, 2002.
- 16. Ángel Fernández Benéitez, El ajuar de la noche, nota previa de Juan Manuel Rodríguez Tobal, 2002.

## Eventos
Lucerna programó en la capital del Duero a lo largo de su existencia una larga serie de recitales y presentaciones:
- Julián Alonso y Tomás Sánchez Santiago, 10 de enero de 1997.
- Luis Alberto de Cuenca, 22 de abril de 1997.[13][14]
- Luis Felipe Comendador y José Luis Puerto, 26 de mayo de 1997.
- Eduardo Moga y José Luis Morante, 6 de febrero de 1998.[15]
- Estrella Sánchez Marcos y José María Muñoz Quirós, 29 de abril de 1998.[16][17]
- Ramón García Mateos y Ada Salas, 29 de mayo de 1998.[18]
- María Ángeles Pérez López, 4 de septiembre de 1998.[19][20]
- Luis Javier Moreno, 12 de marzo de 1999.
- Jesús Hilario Tundidor, 21 de abril de 1999.[21]
- Presentación del libro Matriz de la ceniza (Premio Nacional de Poesía José Hierro 1998), de Máximo Hernández, 21 de mayo de 1999.
- Olvido García Valdés, 1 de octubre de 1999.
- Eduardo Moga, 3 de marzo de 2000.
- Ángel García López, 28 de abril de 2000.[22]
- Presentación de la Revista Atlántica de Poesía por su número 20, con intervenciones de los poetas José Ramón Ripoll y Jesús Fernández Palacios, 8 de septiembre de 2000.
- José Luis Puerto, 20 de diciembre de 2000.
- Luisa Castro, 23 de marzo de 2001.
- Guillermo Carnero, 20 de abril de 2001.[23]
- Juan Carlos Mestre, 7 de noviembre de 2001.

De 1997 a 2001 el grupo promovió, con la colaboración de Caja Duero, las jornadas de poesía El Duero dice, destinadas a presentar al público zamorano, muchas veces por primera vez, la poesía y la presencia de los más grandes poetas españoles vivos:
- El Duero dice: Primeras Jornadas Poéticas Lucerna, del 26 al 28 de noviembre de 1997, con Félix Grande, Antonio Gamoneda y José Hierro.[24][25][26][27][28][29]
- El Duero dice: Segundas Jornadas Poéticas Lucerna, del 2 al 4 de diciembre de 1998, con Antonio Colinas, Diego Jesús Jiménez y Ángel González.[30][31][32]
- III Jornadas Poéticas El Duero dice, del 24 al 26 de noviembre de 1999, con José Manuel Caballero Bonald, Carlos Bousoño y la sesión titulada Claudio universal: homenaje poético a la universalidad de la figura de Claudio Rodríguez, un homenaje al gran poeta zamorano que había fallecido ese mismo verano, con la intervención de los dos anteriores, Antonio Gamoneda y la intervención del cantautor Luis Ramos de la Torre.[33][34][35][36]
- IV Jornadas Poéticas El Duero dice, del 8 al 10 de octubre de 2000, con Felipe Benítez Reyes, Antonio Carvajal y María Victoria Atencia.[37][38]
- V Jornadas Poéticas El Duero dice, del 26 al 28 de septiembre de 2001, con Jaime Siles, Eloy Sánchez Rosillo y Antonio Martínez Sarrión.